# 李寅 (建文進士)
李寅（1373年—？），字克敬，山西平陽府臨汾縣人，民籍，明朝政治人物。進士出身。

## 生平
府學生出身，建文元年，登山西鄉試第三十三名。建文二年（1400年）聯捷庚辰科進士，官至陝西參議。

## 家族
曾祖父李義、祖父李伯寧，父亲李均美。